# Американська історія жаху: Шоу виродків
«Американська історія жаху: Шоу виродків» (англ. American Horror Story: Freak Show, інші назви: «Цирк виродків», «Фрік шоу») — четвертий сезон і приквел другого сезону за хронологією телесеріалу «Американська історія жаху», який транслювався на каналі FX з 8 жовтня 2014 по 21 січня 2015 року.

## Сюжет

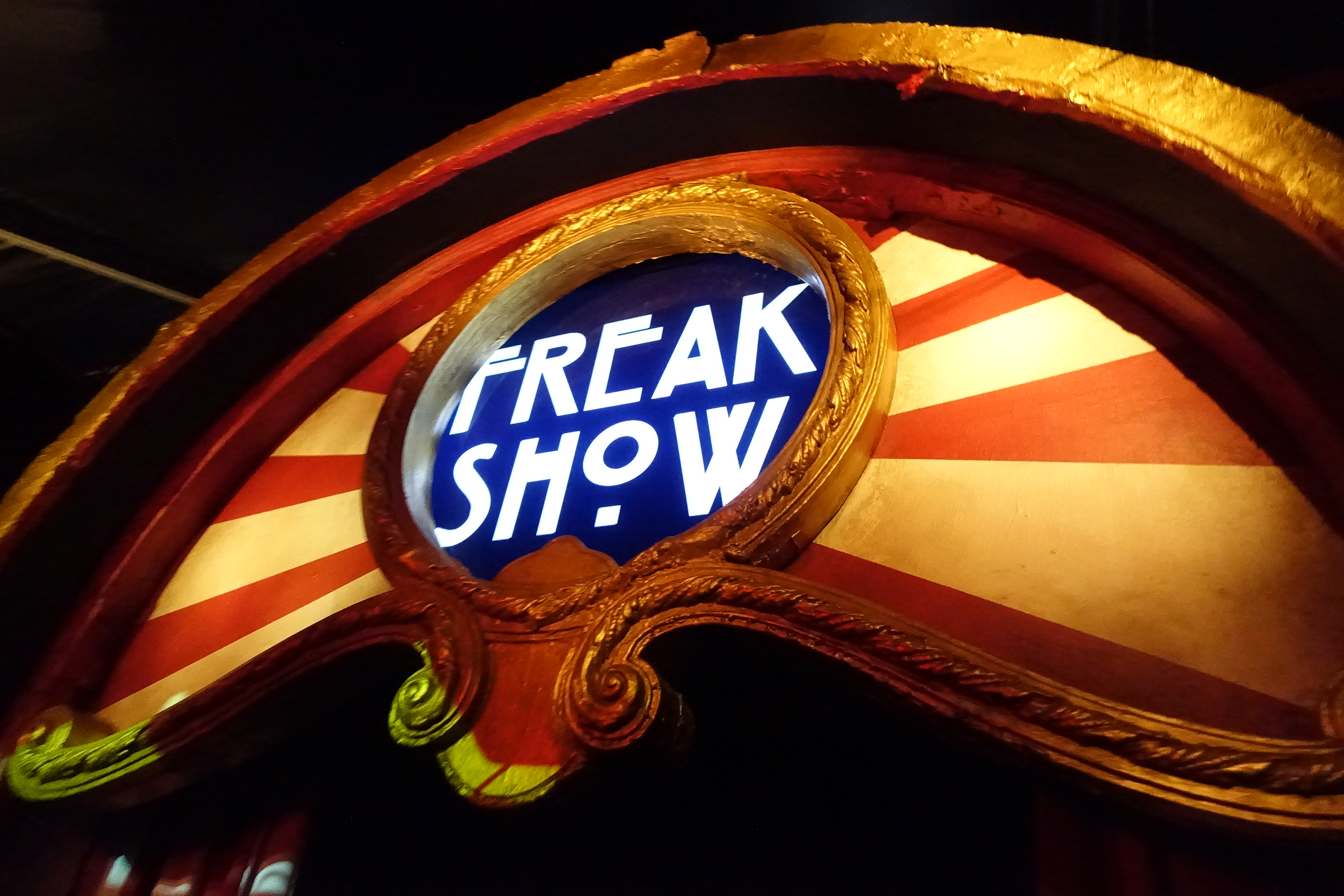
Ніч Хелловіну в цирку

Четвертий сезон починається з тихого та спокійного передмістя Джупітера, штат Флорида. Події відбуваються у 1952 році. Саме тоді до міста прибуває група дивних акторів, що співпадає з появою якоїсь темної сутності в містечку, яка починає ряд вбивств. Цей персонаж тримає у страху як мешканців містечка, так і тероризує самих акторів шоу виродків. Це історія акторів шоу, їх спроб вижити у суспільстві в умовах помираючого в Америці мистецтва мандрівного цирку. 

## Актори

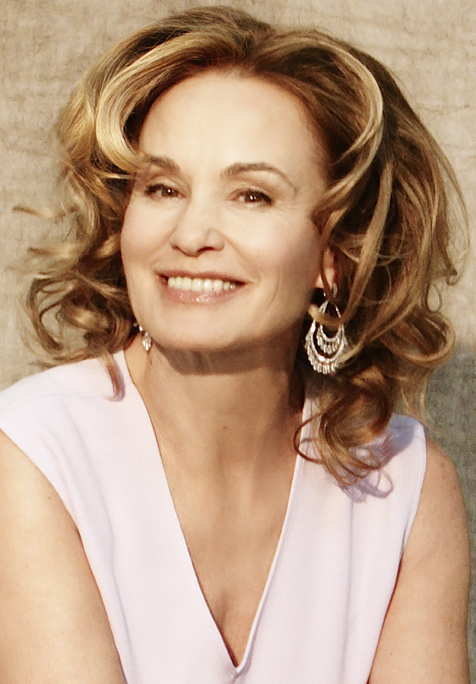
Джессіка Ленг

### Головні персонажі
- Сара Полсон — Бетт і Дот Теттлер — сіамські близнюки
- Еван Пітерс — Джиммі Дарлінг — людина-лобстер
- Майкл Чикліс — Венделл дель Толедо — силач
- Френсіс Конрой — Глорія Мотт
- Еван ПітерсДеніс О’Харе — Стенлі

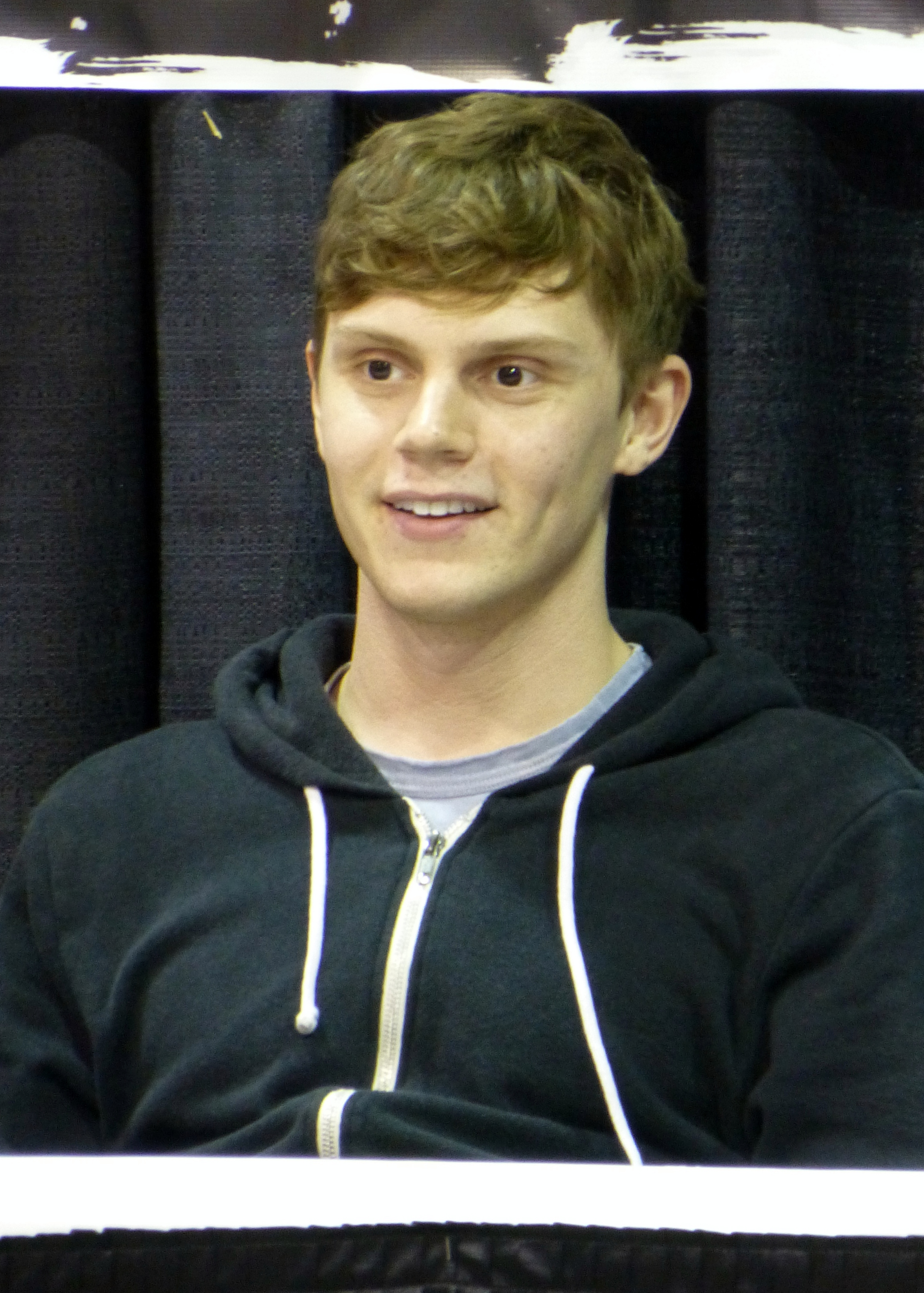
Еван Пітерс

- Емма Робертс — Меггі / Есмеральда — ворожка-шахрайка
- Фінн Віттрок — Денді Мотт
- Анджела Бассетт — Дезіре Дюпрі — тригруда жінка
- Кеті Бейтс — Етель Дарлінг — бородата жінка

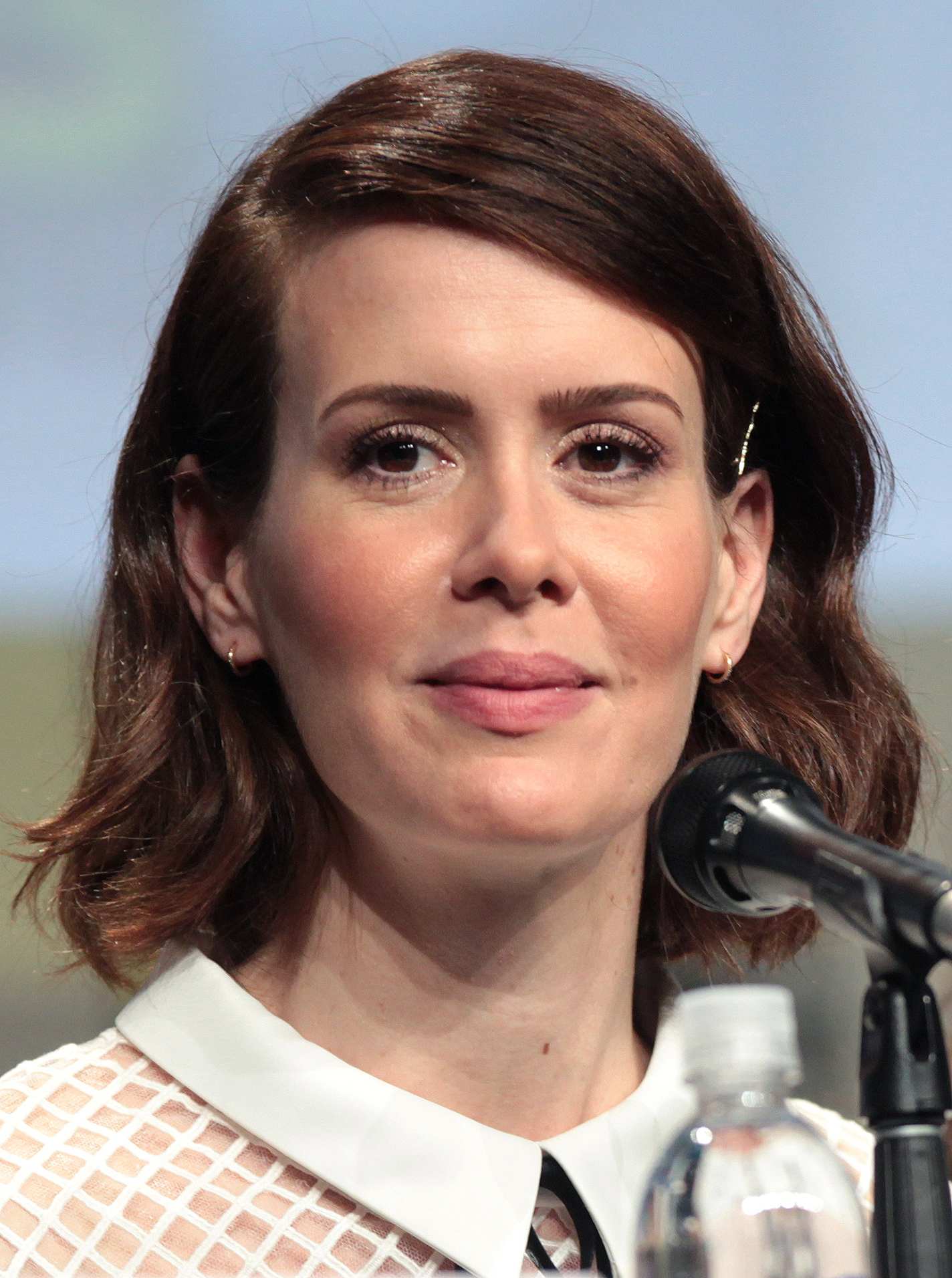
Сара Полсон

- Сара ПолсонДжессіка Ленг — Ельза Марс — хазяйка шоу фріків

### Спеціально запрошені зірки
- Веслі Бентлі — Едвард Мордрейк
- Селія Вестон — Ліліан Геммінгс
- Габурі Сідібе — Реджіна Росс
- Меттью Бомер — Енді
- Денні Г'юстон — Массімо Дольчефіно
- Лілі Рейб — сестра Мері Юніс Маккі
- Ніл Патрік Гарріс — Честер Креб

### Другорядні персонажі
- Наомі Гроссман — Пеппер
- Грейс Гаммер — Пенні — медсестра, дівчина-ящірка
- Кріссі Метз — Барбара / Іма Вігглз
- Малкольм-Джамал Ворнер — Енгус Т. Джефферсон
- Анджела Сарафян — Еліс
- Еріка Ірвін — Амазонка Ів
- Мет Фрейзер — Пол
- Йоті Амге — Ма Петіт
- Роуз Сіггінс — Сюзі
- Крістофер Нейман — Солті
- Дрю Рін Варік — Тулуз
- П.Дж. Маршалл — детектив Колкітт
- Дж. Д. Евермор — Рейкс

### Запрошені зірки
- Джон Керролл Лінч — Клоун Твісті
- Скайлер Семюелс — Бонні Ліптон
- Патті Лабелль — Дора
- Лі Тергесен — Вінс
- Джеймі Брюер — Марджорі
- Мер Віннінгем — Ріта Гейхарт
- Меттью Глейв — Ларрі Гейхарт
- Девід Бартка — Майкл Бек
- Гезер Ленгенкемп — Тулуз (жінка)
- Мейджор Додсон — Корі Бакман
- Бен Вулф — Міп
- Джеррі Леджіо — доктор Бонем
- Далтон Е. Грей — Майк
- Шона Рапполд — Люсі Креб
- Кеті Дітч — молода Етель
- Едвард Гелхаус — молодий Делл
- Джон Кромвелл — молодий Артур Арден

## Епізоди
Див. також: Список епізодів телесеріалу «Американська історія жаху»
| Номер серії | Номер серії у сезоні | Назва серії                             | Режисер(и) | Сценарист(и)              | Оригінальний показ | Код серії | Глядачі США (у мільйонах) |
| ----------- | -------------------- | --------------------------------------- | ---------- | ------------------------- | ------------------ | --------- | ------------------------- |
| 39          | 1                    | «Монстри среди нас» «Monsters Among Us» | Раян Мерфі | Раян Мерфі та Бред Фелчак | 8 жовтня 2014      | 4ATS01    | 6,13                      |

Один із мандрівних цирків, який ще продовжує діяльність намагається триматись на плаву, але увагу людей все більше забирає телебачення. Знахідка поліції на одній з ферм може дати шанс цьому цирку перезавантажитись або остаточно припинить його діяльність. Це з’єднані близнючки Бетт і Дот, яких знайшов молочник пораненими в будинку біля їх жорстоко вбитої матері. Хазяйка шоу виродків, Ельза Марс знаходить дівчат і намагається вмовити їх приєднатись до цирку. Паралельно з цим, клоун Твісті починає серію вбивст мешканців містечка.
| Номер серії | Номер серії у сезоні | Назва серії                                    | Режисер(и)           | Сценарист(и) | Оригінальний показ | Код серії | Глядачі США (у мільйонах) |
| ----------- | -------------------- | ---------------------------------------------- | -------------------- | ------------ | ------------------ | --------- | ------------------------- |
| 40          | 2                    | «Вбивства та вистави» «Massacres and Matinees» | Альфонсо Гомес-Рехон | Тім Майнір   | 15 жовтня 2014     | 4ATS02    | 4,53                      |

Шоу виродків на межі закриття. Через вбивства запроваджують комендантську годину. Силач Толедо з тригрудою дружиною Дезіре прибуває до цирку і просить про роботу. Ельза робить його відповідальним за безпеку в цирку. Глорія організовує персональне шоу виродків для Денді. Він у захваті від близнючок Теттлер і хоче їх купити. Поліція намагається знайти зачіпки у цирку, які допоможуть знайти вбивцю місцевих. 
| Номер серії | Номер серії у сезоні | Назва серії                                              | Режисер(и)     | Сценарист(и) | Оригінальний показ | Код серії | Глядачі США (у мільйонах) |
| ----------- | -------------------- | -------------------------------------------------------- | -------------- | ------------ | ------------------ | --------- | ------------------------- |
| 41          | 3                    | «Едвард Мордрейк (частина 1)» «Edward Mordrake (Part 1)» | Майкл Аппендал | Джеймс Вонг  | 22 жовтня 2014     | 4ATS03    | 4,44                      |

У шоу приходить нова людина — Меггі/Есмеральда, яка є нібито ворожкою. Вона працює з Стенлі, який хоче продати когось з виродків до Музею хворобливих курйозів. Вона має допомогти йому з цим. У Етель виявляють цироз печінки. Денді слідкує за клоуном-вбивцею Твісті і наслідує його. Фріки відмовляються робити виставу через Хелловін. У їх середовищі це погана прикмета, яка стосується Едварда Мордрейка. Ельза порушує прикмету, виступивши з піснею на сцені, і він приходить для того, щоб забрати душу одного з виродків.
| Номер серії | Номер серії у сезоні | Назва серії                                              | Режисер(и)  | Сценарист(и)   | Оригінальний показ | Код серії | Глядачі США (у мільйонах) |
| ----------- | -------------------- | -------------------------------------------------------- | ----------- | -------------- | ------------------ | --------- | ------------------------- |
| 42          | 4                    | «Едвард Мордрейк (частина 2)» «Edward Mordrake (Part 2)» | Ховард Дойч | Дженніфер Солт | 29 жовтня 2014     | 4ATS04    | 4,51                      |

Едвард Мордрейк шукає жертву для своєї групи привидів. Він дізнається історії бородатої жінки Етель, жінки без ніг Сюзі, чоловіка-тюленя Пола та Ельзи, яка втратила свої ноги будучи елітною куртизанкою в Німеччині. Джиммі і Меггі натрапляють на трейлер клоуна Твісті. Він хоче вбити своїх заручників, але парочці вдається цьому завадити. Мордрейк приходить почути історію клоуна, і вирішує, що він і є його жертвою. Денді забирає собі жахаючу маску Твісті і вирішує, що продовжить його справу. Місто заспокоююється смертю клоуна і повертається до звичного життя. Люди з вдячності Джиммі за порятунок дітей приходять на шоу. Сюди заявився і Стенлі, представившись голлівудським агентом, щоб задурманити розум Ельзі і отримати можливість вбити когось з фріків, щоб передати музею.
| Номер серії | Номер серії у сезоні | Назва серії                    | Режисер(и)     | Сценарист(и)    | Оригінальний показ | Код серії | Глядачі США (у мільйонах) |
| ----------- | -------------------- | ------------------------------ | -------------- | --------------- | ------------------ | --------- | ------------------------- |
| 43          | 5                    | «Рожеві кекси» «Pink Cupcakes» | Майкл Аппендал | Джессіка Шарзер | 5 листопада 2014   | 4ATS05    | 4,22                      |

Стенлі розповідає Меггі план з вбивства фріків, і разом з тим вербує Ельзу, розповідаючи про її власне шоу на телебаченнію. Дезіре, яка все життя вважала себе гермафродитом дізнається, що повністю жінка. У неї сталась кровотеча, після чого Етель привела її до лікаря. Він сказав, що це був викидень. Глорія дізнається про вбивства свого сина Денді, але покриває його. Ельза все більше бачить у близнючках конкуренток, які її затьмарюють, тому вирішує обманом продати їх Глорії.
| Номер серії | Номер серії у сезоні | Назва серії            | Режисер(и)  | Сценарист(и)  | Оригінальний показ | Код серії | Глядачі США (у мільйонах) |
| ----------- | -------------------- | ---------------------- | ----------- | ------------- | ------------------ | --------- | ------------------------- |
| 44          | 6                    | «В яблучко» «Bullseye» | Ховард Дойч | Джон Дж. Грей | 12 листопада 2014  | 4ATS06    | 3,65                      |

Ельза думає над новим номером для свого шоу на телебаченні і вирішує згадати як колись метала ножі в колесо, яка обертається. Напередодні її дня народження вона дізнається, що серед фріків ширяться чутки про її причетність до зникнення Бетт і Дот. Ельза у гніві нагадує, що кожного присутнього вона врятувала від жаху, а тому вони всі мають бути їй вдячні і довіряти їй. Щоб побачити чи їй довіряють вона вимагає, щоб хтось заліз на колесо, а вона буде продовжувати кидати туди ножі. Неохоче, але добровільно на колесо йде Пол і Ельза цілеспрямовано його ранить та не викликає швидку допомогу. Дот дізнається про першу операцію з розділення тіл близнюків і надіється, що для них з сестрою Денді теж зробить таку операцію. Стенлі все більше тисне на Меггі, яка має допомгти йому вбити когось з фріків.
| Номер серії | Номер серії у сезоні | Назва серії                           | Режисер(и)       | Сценарист(и) | Оригінальний показ | Код серії | Глядачі США (у мільйонах) |
| ----------- | -------------------- | ------------------------------------- | ---------------- | ------------ | ------------------ | --------- | ------------------------- |
| 45          | 7                    | «Тест на міцність» «Test of Strength» | Ентоні Хемінгуей | Крістал Лью  | 19 листопада 2014  | 4ATS07    | 3,91                      |

Близнючки йдуть від Денді. Пенні йде до батька, щоб сказати про наміри жити з Полом. Він лютий через рішення доньки бути з фріком і вирішує їй помститись. Для цього наймає татуювальника, який наносить Пенні тату на все обличчя і голову, а також роздвоює язик. Стенлі бачить силача в гей-барі і погрожує викрити його секрет, якщо той не принесе йому тіло когось з фріків. Його жертвою стає Ма Петіт. Стенлі доставляє її тіло на виставку у Музей.
| Номер серії | Номер серії у сезоні | Назва серії                  | Режисер(и)   | Сценарист(и) | Оригінальний показ | Код серії | Глядачі США (у мільйонах) |
| ----------- | -------------------- | ---------------------------- | ------------ | ------------ | ------------------ | --------- | ------------------------- |
| 46          | 8                    | «Кривава ванна» «Blood Bath» | Бредлі Букер | Раян Мерфі   | 3 грудня 2014      | 4ATS08    | 3,30                      |

Група шукає Ма Петіт, і знайшовши її сукню в крові вирішує, що на неї напали дикі звірі. Але Етель у загибелі звинувачує Ельзу, вона погрожує їй пістолетом за усю брехню і зради. Але Ельза кидає ножем і вбиває Етель першою. Стенлі допомагає підробити це під самогубство Етель. Група сумує, а Джиммі починає пиячити. Він відштовхує Меггі і починає розважатись з новою персоною в шоу — хворобливо ожирілою дівчиною зі сценічною кличкою Іма Вігглз. Глорія намагається лікувати сина, записавши його до терапевта, але коли він дізнається про її справжні наміри, то вирішує вбити матір. Він купається у ванні в її крові, відчуваючи при цьому як наповнюється новою енергією.
| Номер серії | Номер серії у сезоні | Назва серії                                                 | Режисер(и)    | Сценарист(и) | Оригінальний показ | Код серії | Глядачі США (у мільйонах) |
| ----------- | -------------------- | ----------------------------------------------------------- | ------------- | ------------ | ------------------ | --------- | ------------------------- |
| 47          | 9                    | «Різанина на вечірці Таппервер» «Tupperware Party Massacre» | Лоні Перістер | Бред Фелчак  | 10 грудня 2014     | 4ATS09    | 3,07                      |

Денді відчуває гніт через вбивство матері. Він йде до Меггі погадати. Вона запевняє, що зараз час труднощів, але він зможе їх подолати, що підштовхує Денді продовжувати вбивства. Дорогою до машини його зустрічає Джиммі, який через алкоголь поводить себе дуже агресивно, тому привселюдно звинувачує Денді у причетності до зникнення близнючок. Силач Делл вирішує повіситись, бо відчуває провину за скоєне, але його рятує Дезіре. Джиммі кличуть на вечірку Таппервер, але він зловживає алкоголем, тому жінки відправляють його додому. Як тільки хлопець залишає будинок приходить Денді і усіх вбиває. Дот і Бетт зізнаються у коханні Джиммі, але він каже, що закоханий у іншу. До цирку приїжджає поліція і заарештовує Джиммі за вбивство жінок на вечірці Таппервер.
| Номер серії | Номер серії у сезоні | Назва серії        | Режисер(и)   | Сценарист(и) | Оригінальний показ | Код серії | Глядачі США (у мільйонах) |
| ----------- | -------------------- | ------------------ | ------------ | ------------ | ------------------ | --------- | ------------------------- |
| 48          | 10                   | «Сироти» «Orphans» | Бредлі Букер | Джеймс Вонг  | 17 грудня 2014     | 4ATS10    | 2,99                      |

Солті, чоловік Пеппер помирає уві сні. Дезіре створює навколо себе свою групу. Дезіре пропонує Пеппер повернутись до старшої сестри. Стенлі говорить Ельзі, що догляне за тілом Солті і кремує його, але натомість відрубує голову і передає в Музей. Меггі і Дезіре опиняються в музеї і з жахом знаходять там тіло Ма Петіт, голову Солті і руки Джиммі. Ельза знаходить сестру Пеппер Риту і переконує її забрати Пеппер. Через дев'ять років Рита народжує деформованого малюка і її чоловік пропонує звинуватити Пеппер у вбивстві малюка. Пеппер забирають до Бріаркліфу, де сестра Мері Юніс бере її помічницею у бібліотеку для сортування журналів. Там Пеппер знаходить журнал з Ельзою на обкладинці.
| Номер серії | Номер серії у сезоні | Назва серії                           | Режисер(и) | Сценарист(и)   | Оригінальний показ | Код серії | Глядачі США (у мільйонах) |
| ----------- | -------------------- | ------------------------------------- | ---------- | -------------- | ------------------ | --------- | ------------------------- |
| 49          | 11                   | «Магічне мислення» «Magical Thinking» | Майкл Гой  | Дженніфер Солт | 7 січня 2015       | 4ATS11    | 3,11                      |

Стенлі запевняє Джиммі, що єдиний спосіб оплатити адвоката це продати руку на чорному ринку. Цим обманом Джиммі залишається без обох рук. Бетт і Дот знайомляться з мандрівним торгівцем Честером, а пізніше спокушають його. Єва і Делл рятують Джиммі, коли його транспортують з лікарні назад в в'язницю. Меггі розповідає Ельзі про справжню причину смерті Ма Петіт. Делл зізнається у злочині Дезіре і Ельза його вбиває.
| Номер серії | Номер серії у сезоні | Назва серії                    | Режисер(и)    | Сценарист(и)    | Оригінальний показ | Код серії | Глядачі США (у мільйонах) |
| ----------- | -------------------- | ------------------------------ | ------------- | --------------- | ------------------ | --------- | ------------------------- |
| 50          | 12                   | «Шоу талантів» «Show Stoppers» | Лоні Перістер | Джессіка Шарзер | 14 січня 2015      | 4ATS12    | 2,93                      |

Меггі звинувачує Стенлі у вбивствах. Стенлі благає групу не вбивати його і говорить, що Етель вбила Ельза. Ельза знайомить Джиммі з Массімо Дольчефіно, який робить йому нові дерев’яні руки. Честер вбиває Меггі. Близнючки попереджають Ельзу про розправу за вбивство Етель і кажуть їй тікати. Ельза продає своє шоу виродків Денді і їде з міста.  
| Номер серії | Номер серії у сезоні | Назва серії             | Режисер(и)   | Сценарист(и)  | Оригінальний показ | Код серії | Глядачі США (у мільйонах) |
| ----------- | -------------------- | ----------------------- | ------------ | ------------- | ------------------ | --------- | ------------------------- |
| 51          | 13                   | «Завіса» «Curtain Call» | Бредлі Букер | Джон Дж. Грей | 21 січня 2015      | 4ATS13    | 3,27                      |

Через лють денді вбиває усіх фріків. Джиммі знаходить живою лише Дезіре. Дот і Бетті погоджуються на шлюб з Денді. За вечерею Джиммі підсипають наркотики. Він просинається у китайській камері водних катувань Гардіна Гудіні. За ним спостерігають Дезіре, Джиммі, Бетт і Дот. Ельза, тим часом, приїжджає в Голлівуд і зустрічається з Майклом Беком. Вона стає знаменитою. Але потім все починає руйнуватись і вона вирішує виступити на Хелловін, знаючи що за нею прийде Едвард Мордрейк. Під час виступу трансляцію дивляться Дезіре разом з вагітною Бетт і Дот, які щасливо вийшли заміж за Джиммі.